# Нападение на медицинский конвой в Хадассу

За несколько секунд до выхода в путь. Фото с сайта [http://www.mynet.co.il/articles/0,7340,L-3877752,00.html Mynet

Нападение на медицинский конвой в Хадассу — один из эпизодов первого этапа Арабо-израильской войны (1947—1949), произошедший 13 апреля 1948 года. Конвой, везший персонал, медицинское оборудование и фортификационное снаряжение под вооружённой охраной сил «Хаганы» в больницу Хадасса на горе Скопус попал в засаду и подвергся нападению арабских военизированных формирований.

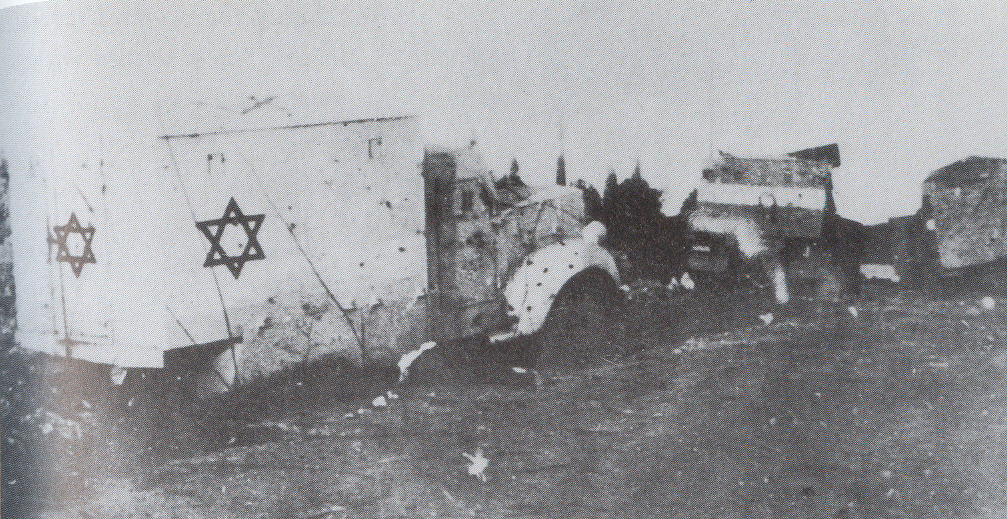
После нападения на конвой

В результате нападения погибли, в том числе, в подожжённых автобусах, семьдесят девять евреев, в основном врачи и медсёстры, а также один британский солдат. Среди жертв был и директор больницы Хаим Ясский.

## Блокада горы Скопус
В ноябре 1947 года в ООН был принят план по разделу Палестины, за которым последовали активные действия первой Арабо-израильской войны. Обе стороны стремились захватить как можно больше территории по мере ухода англичан. «Хагана» использовала также гору Скопус в качестве форпоста и базы для рейда на деревню Вади аль-Джоз 26 февраля.
2 марта неизвестный араб позвонил в больницу «Хадасса» и предупредил, что больница будет взорвана в течение 90 минут. На пресс-конференции 17 марта лидер «Армии Священной Войны», Абд Кадер аль-Хуссейни, пригрозил, что больница «Хадасса» и Еврейский университет будут захвачены или уничтожены, «если евреи продолжат использовать их в качестве базы для нападений».
Больница «Хадасса» и кампус Еврейского университета на горе Скопус оказались изолированы. Затем их свободное сообщение с Иерусалимом было прервано и они фактически оказались в блокаде, проводимой арабскими военизированными формированиями.
Единственной дорогой, обеспечивающией доступ к больнице на горе Скопус, был узкий путь, длиной около 2,5 км, проходящую через арабский район Шейх-Джарах.
Огонь арабских снайперов на пути к Скопусу стал обычным явлением, на дорогах появились мины.
Когда запасы еды и медикаментов в больнице стали подходить к концу, для их пополнения была выслана большая колонна автомобилей, везущая также медицинской персонал. Британский командующий Иерусалимом заверил, что дорога всё ещё оставалась безопасной. За последний месяц действительно соблюдалось молчаливое перемирие, и проход конвоев проходил в целом благополучно. Правда, за четыре дня до выхода конвоя 9 апреля 1948 года произошла Резня в Дейр-Ясине, что могло повлиять на обстановку.

## Нападение
Рано утром 13 апреля конвой из двух машин скорой помощи, двух автобусов и двух машин сопровождения Хаганы отправился в больницу.
Примерно в 9:45 головная машина подорвалась на мине, и конвой подвергся нападению арабских формирований, которые обстреливали его из автоматического оружия. Помощь британских войск прибывала довольно медленно.
Прибывший на место одним из первых майор Джек Черчилль предложил произвести эвакуацию на бронетранспортёрах. Поскольку ожидалась помощь отрядов Хаганы, предложение майора было первоначально отвергнуто. Увидев, что помощь не приходит, Черчилль и его 12 человек открыли огонь против сотен арабов, чтобы прикрыть конвой.
Британцы пытались организовать прекращение огня между «11 и полдень» и затем около 2:00 дня покинули место происшествия, а затем возвратились около 3:00 дня с более тяжелым вооружением. Примерно в это время один из автобусов загорелся. Доктор Хаим Ясский, директор «Хадассы» пытался из него выбраться и был смертельно ранен.
К 5:00 вечера британская армия установила дымовую завесу и начала спасение оставшихся в живых, к этому моменту один автобус уже полностью сгорел, загорелся и второй.
После этой бойни Джек Черчилль эвакуировал 700 пациентов и сотрудников из больницы.
В конвое было также два бойца Эцела, раненых за несколько дней до того во время резни в Дейр-Ясин.
15 апреля 1948 года американский консул в Иерусалиме, Томас С. Воссон сообщил, что «американские корреспонденты видели как из грузовиков выносят большого количества оружия и боеприпасов». Консул предполагает, что оружие было там для охраны или других целей. На его запрос, были ли в конвое бойцы, оружие, боеприпасы, Кон [из Еврейского агентства] ответил утвердительно, сказав, что это было необходимо для защиты конвоя".

## Потери
Всего во время нападения было убито семьдесят девять человек, некоторые погибли от пуль, а другие от огня в горящих автомашинах. Тела так сильно обгорели, что только 31 из них было опознано. Неопознанные останки были похоронены в братской могиле на кладбище Сангедрия. Двадцать две жертвы были объявлены пропавшими без вести. Семья одного из погибших утверждает, что располагает доказательствами того, что некоторые из погибших были похоронены на мусульманском кладбище близ Львиных ворот. На протяжении многих лет считалось, что жертв было 78, но в последнее время было подтверждено, что их было 79.
Среди погибших было двадцать женщин. Погибли также директор больницы доктор Хаим Ясский и доктор Моше Бен-Давид, который должен был стать во главе медицинской школы, создававшейся на базе Еврейского университета. Один британский солдат также погиб в результате нападения.

## Последствия
На следующий день после инцидента прошла демонстрация ультра-ортодоксальных жителей Еврейского квартала за прекращение огня. По их словам, демонстрация была разогнана силами «Хаганы».

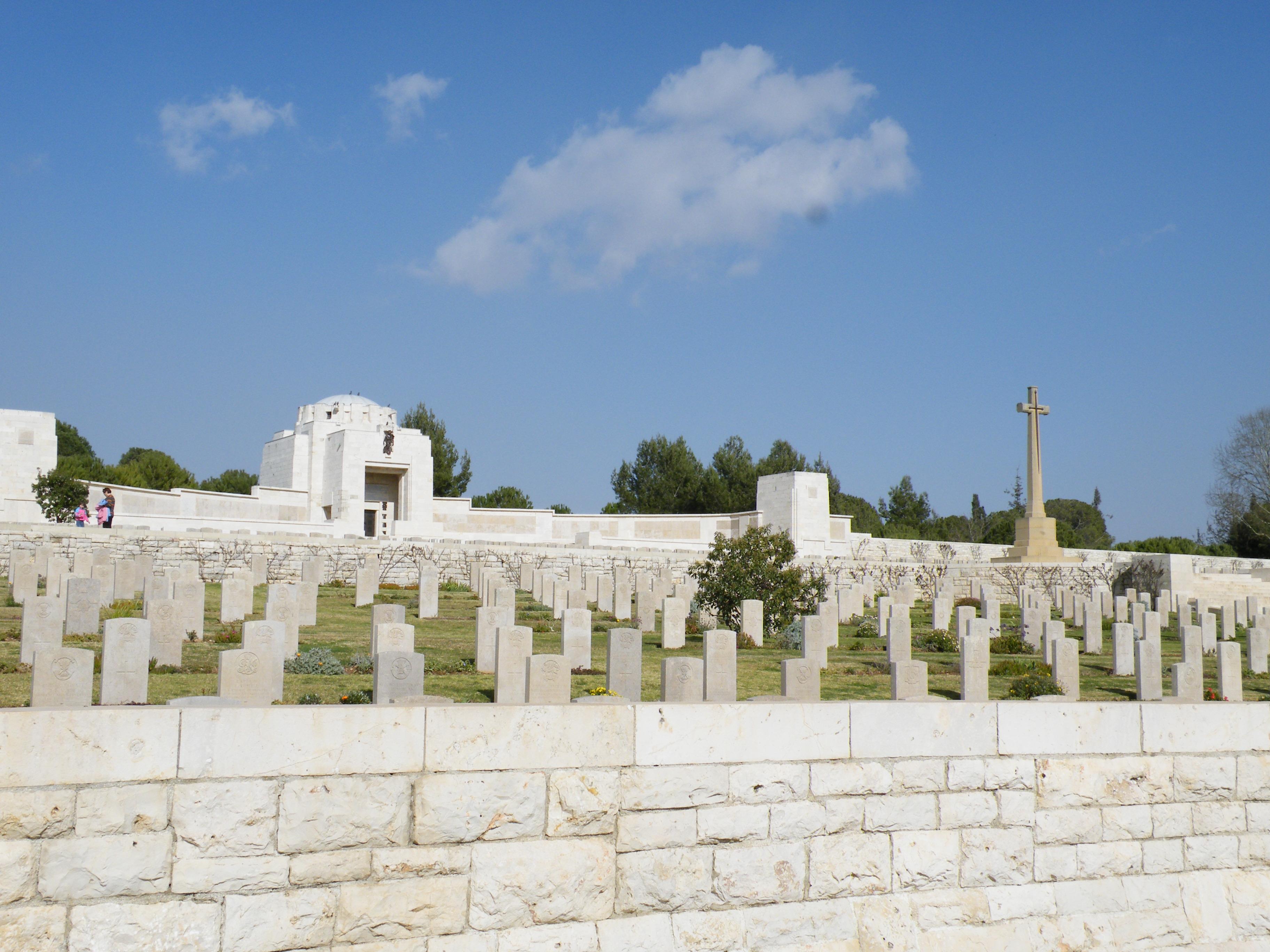
Военное кладбище союзников времен Первой мировой войны

После нападения было принято решение об эвакуации больницы. Уже в начале мая в больнице осталось всего около 200 сотрудников и сокращённое до пятидесяти количество коек. К концу мая больница была фактически закрыта, хотя там ещё оставалось небольшое число врачей и студентов. Согласно заключённому в июле того же года соглашению, гора Скопус перешла под ответственность ООН, а закрытую больницу должен был охранять отряд из 84 еврейских полицейских.
По окончании Арабо-израильской войны (1947—1949) было подписано перемирие с Иорданией 3 апреля 1949 года, по которому больница стала демилитаризованным израильским анклавом. Военное кладбище союзников Первой мировой войны стало нейтральным и осталось под английским управлением, а остальная часть горы Скопус стали иорданскими, как и весь Восточный Иерусалим.
Израильское правительство и спонсоры «Хадассы» основали её заново в израильском Западном Иерусалиме как «Хадасса Эйн-Керем» с тем же штатом, что и на горе Скопус.
Больница на горе Скопус возобновила работу только после Шестидневной войны.
К шестидесятой годовщине нападения муниципалитет Иерусалима назвал улицу в честь доктора Хаима Ясского, который вёл злополучный конвой.

Памяти жертв нападения
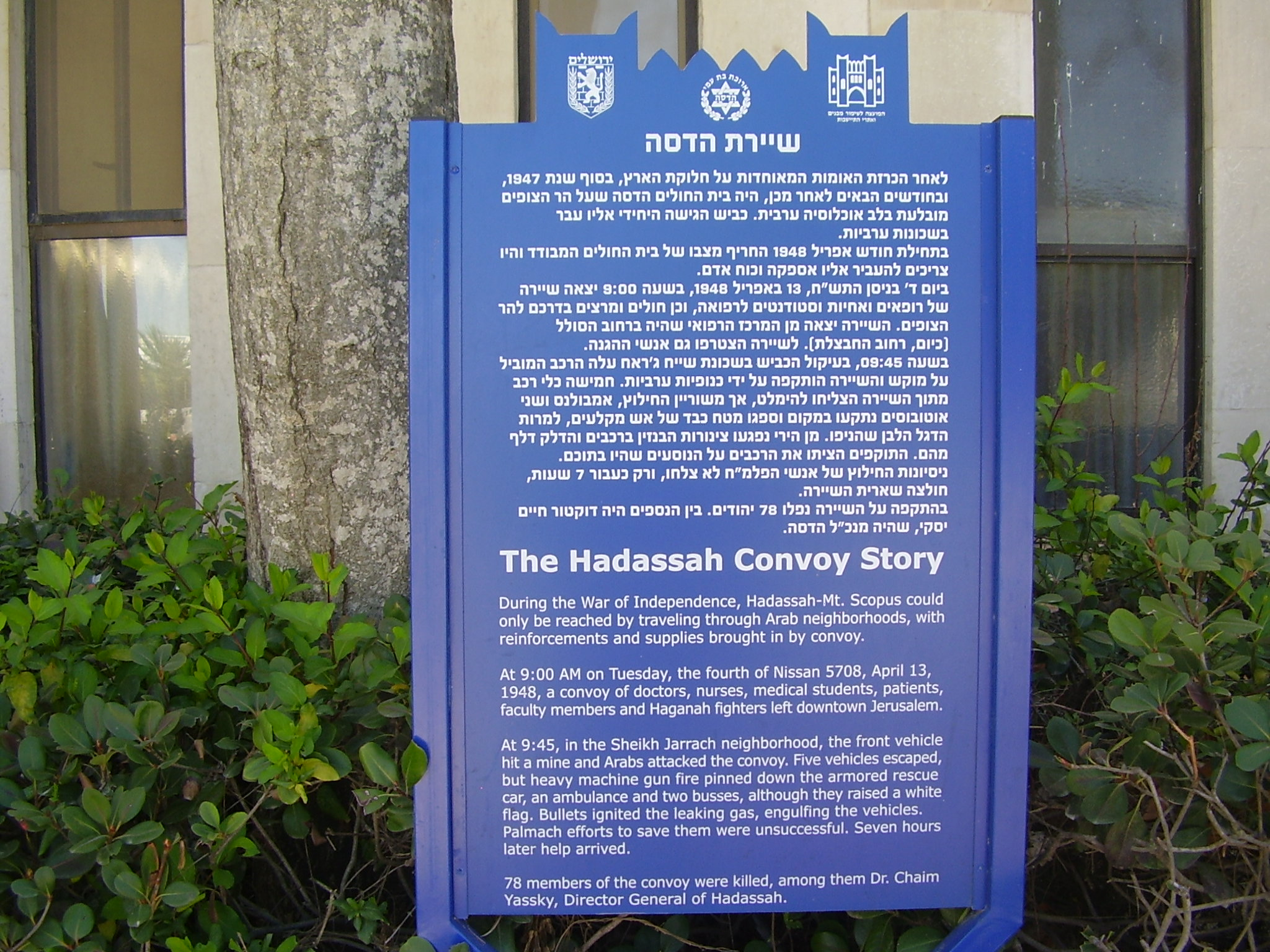
Мемориальная доска у входа в больницу Хадасса
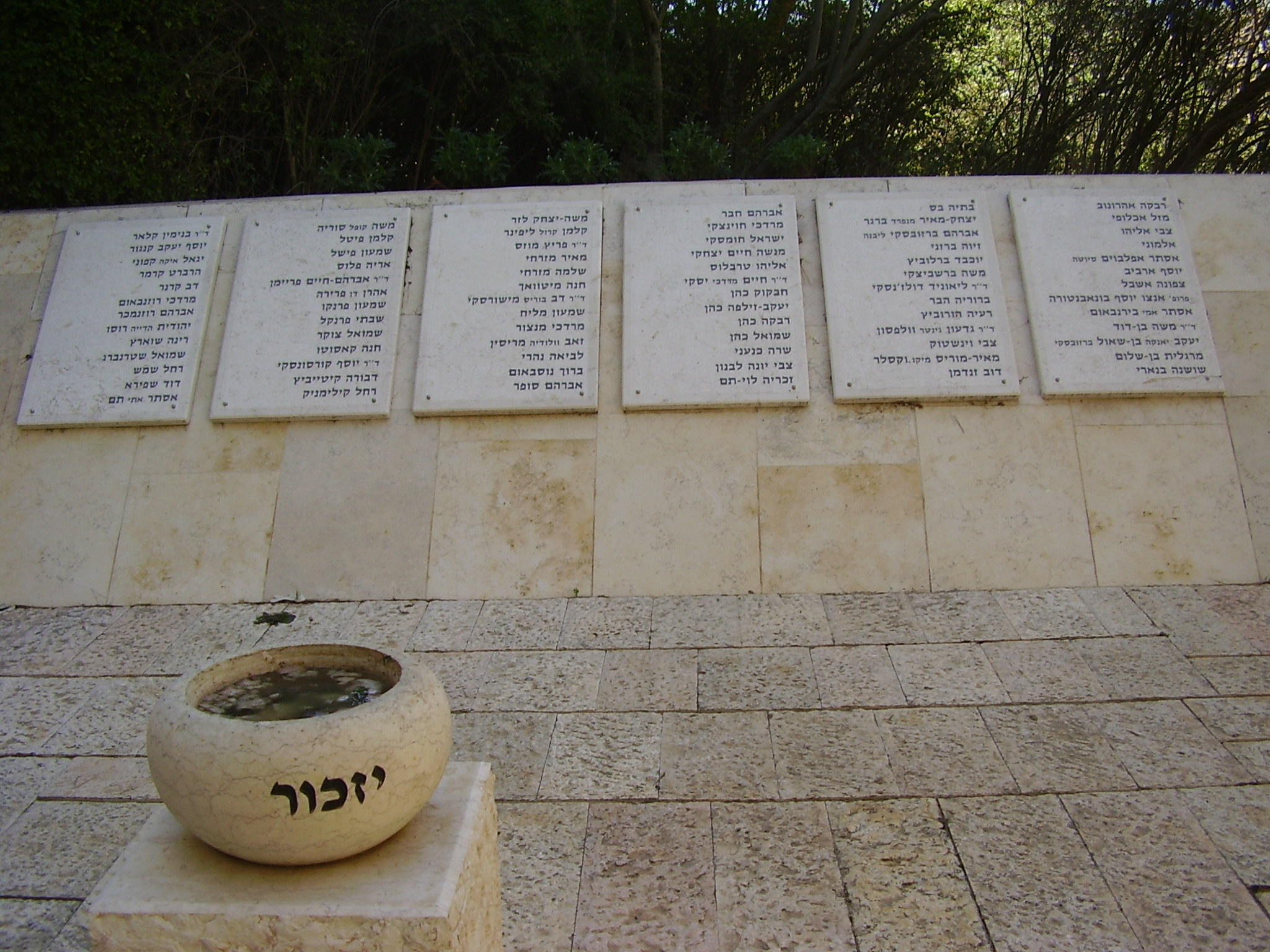
Мемориал памяти жертвам на горе Скопус около больницы Хадасса